# Hermann Mörchen
Hermann Mörchen (ur. 27 kwietnia 1906 w Köselitz bei Koswig, zm. 6 maja 1990) – niemiecki filozof, wydawca kilku tomów dzieł Martina Heideggera, działacz partii socjaldemokratycznej.

## Życiorys
Urodził się w rodzinie pastora. Uczęszczał do gimnazjum w Zerbst i Köthen. W latach 1924–1925 studiował filozofię i teologię, a także germanistykę i anglistykę w Halle, a następnie w latach 1925–1929 w Marburgu, gdzie doktoryzował się w 1928 u Heideggera. Egzaminy państwowe zdał w 1929 i 1931.
W latach 1929–1940 był nauczycielem gimnazjalnym w Kessel, Salem, Bad Ems, Montabaur i Frankenburgu. W 1931 zawarł związek małżeński z Gertrug Wilhelmy, z którą miał czworo dzieci. W latach 1941–1945 służył w wojsku; w 1945 dostał się do niewoli radzieckiej, w której przebywał do 1948. W latach 1949–1971 nauczał w szkołach Frankfurtu nad Menem; ostatnie dziesięć lat był kierownikiem Studium Języka Niemieckiego w tym mieście. W 1971 przeszedł na emeryturę.

## Główne publikacje
- Die Einbildungskraft bei Kant (Tübingen, 1930);
- Macht und Herrschaft im Denken von Heidegger und Adorno (Stuttgart, 1980; polskie wydanie: Władza i panowanie u Heideggera i Adorna, tłum. Michał Herer i Robert Marszałek, Oficyna Naukowa, Warszawa, 1999);
- Adorno und Heidegger. Untersuchung einer philosophischen Kommunikationsverweigerung (Stuttgart, 1981).